# Giovanna Garbarino
Giovanna Garbarino (Torino, 25 ottobre 1939 – Torino, 4 maggio 2020) è stata una latinista italiana.

## Biografia
Laureatasi con Augusto Rostagni nel 1961, insegnò Letteratura Latina a Torino e Bergamo, prima di divenire titolare della cattedra che era stata del suo maestro e di Italo Lana, il 9 marzo 1993. Socia corrispondente dell'Accademia delle Scienze di Torino, Giovanna Garbarino si occupò di epica arcaica e di poeti elegiaci, ma soprattutto di prosa filosofica latina. Fu collaboratrice del dizionario latino di Italo Lana e autrice di un manuale di storia della letteratura più volte ristampato, su cui hanno studiato generazioni di studenti. Fece parte dal 1999 dell'Associazione per le Attività Musicali degli Studenti Universitari del Piemonte che si prefigge ancora oggi l'obiettivo della promozione di attività o di iniziative atte a fornire la diffusione della cultura musicale in ambito universitario.